# روي دولورس
روي دولورس (2 مايو 1978 بسانتا ماريا دا فييرا في البرتغال - ) هو لاعب كرة قدم برتغالي في مركز جناح ‏. شارك مع منتخب البرتغال تحت 17 سنة لكرة القدم وPortugal national football B team ‏. أما مع النوادي، فقد لعب مع نادي أروكا ونادي باسوش دي فيريرا ونادي بوافيشتا ونادي بيرا مار ونادي فيتوريا سيتوبال ونادي كريتيل ونيا سلاميس فاماغوستا وAcadémico de Viseu F.C. ‏ ونادي فييرينسي.

## روابط خارجية
- روي دولورس على موقع قاعدة بيانات كرة القدم.إي يو (الإنجليزية)